# Renatus Theiller
Renatus Theiller (ur. 13 września 1894, zm. 24 marca 1917) – as lotnictwa niemieckiego Luftstreitkräfte z 12 zwycięstwami w I wojnie światowej.
Renatus Theiller licencję pilota Nr. 511 uzyskał w wieku 14 lat 12 września 1913 roku. Na początku 1916 roku służył jako pilot w FFA44. W jednostce, razem z obserwatorem Otto Schmidtem 25 marca, odniósł swoje pierwsze zwycięstwo powietrzne nad samolotem EA. Razem zostali przeniesieni do FFA25, gdzie odniósł drugie zwycięstwo nad balonem obserwacyjnym. Po przejściu szkolenia na samolotach myśliwskich został skierowany do eskadry myśliwskiej Jagdstaffel 5, w której służył do śmierci. W jednostce latał na samolocie Albatros D.III, odnosząc do 22 marca 1917 roku 10 zwycięstw powietrznych. Jedną z jego ofiar był major Hubert William Godfrey Jones z No. 32 Squadron RAF.
24 marca 1917 roku jego Albatros D.III został zestrzelony przez załogę brytyjskiego samolotu Sopwith 1½ Strutter. Według innej wersji, strącił go myśliwiec z 70. Eskadry RAF.